# Viscum trachycarpum
Viscum trachycarpum är en sandelträdsväxtart som beskrevs av John Gilbert Baker. Viscum trachycarpum ingår i släktet mistlar, och familjen sandelträdsväxter.

## Underarter
Arten delas in i följande underarter:
- V. t. douliotii
- V. t. laevibaccatum
- V. t. lecomtei